# Friedrich Heinrich Graff
Friedrich Heinrich Graff (* 30. Januar 1688 in Leipzig; † 1732 ebenda) war ein deutscher Jurist.
Graff war der Sohn eines in Leipzig tätigen Kaufmanns. Er studierte Jurisprudenz an den Universitäten in Leipzig und Jena und wurde 1709 Doktor der Rechte. Danach erhielt er in seiner Vaterstadt die Stelle eines Oberhofgerichtsadvokaten und gelangte aufgrund seiner Kenntnisse und Tätigkeit zu großem Ansehen. Seine Abhandlung über das Falcidische Gesetz (De Lege Falcidia ejusque origine, dispositione, nec non usu in foro Saxonico, Leipzig 1713) wurde als eine der besten Erläuterungsschriften über dieses Thema betrachtet.